# Sant Gervàs del Castelló Sobirà
Sant Gervàs del Castelló Sobirà (més exactament Sant Gervàs i Sant Protàs del Castelló Sobirà) és una ermita molt poc documentada al llarg de la història. Malgrat ser clarament d'origen medieval, les primeres notícies que en tenim són dels segles xvii i XVIII. En un testament atorgat el 16 de novembre de 1684, es demana que es faci resar una missa que havia promès fer dir i celebrar "en la iglésia de Sant Gervàs, situada en lo terme de Llimina." Les següents notícies que en tenim són del 1758, en una visita pastoral. En aquell moment se la disputaven els rectors de Sant Miquel de la Vall i de Santa Maria de Llimiana, el segon dels quals era l'administrador en aquell moment.
El 1904 consta com a capella de Sant Miquel de la Vall, tot i que la dependència administrativa era de l'ajuntament de Llimiana.
És una església d'una sola nau, recentment restaurada en la zona presbiteral, amb capçalera d'un sol absis semicircular, unit a la nau mitjançant un estret arc presbiteral. Dos arcosolis possiblement posteriors a la primitiva construcció ocupen el lloc on en altres esglésies hi ha les absidioles que formen una capçalera trilobulada. El del sud té volta apuntada; el del nord, s'obre a una capella gòtica, coberta amb volta de creueria i acabada amb una petita absidiola rectangular al nord.
La porta és al mur nord (cosa molt poc habitual en època medieval). Hi ha finestres de doble esqueixada, a l'absis i a ponent, així com a l'absidiola del nord, i d'altres d'una sola esqueixada: a la mateixa absidiola nord i a l'arcosoli sud. Una finestra cruciforme s'obre a la façana de ponent.
L'aparell és del segle xii i començaments del xiii, amb carreus ben tallats, escairats i polits, disposats en filades regulars. L'obra gòtica de l'absidiola nord, dels segles xiv i xv, està resolta d'una forma molt semblant a l'obra romànica.
Els Goigs fan referència a es relíquies dels sants Gervàs i Protàs (Gervasi i Protasi) que es veneraven a l'ermita.